# Leptopholcus baoruco
Leptopholcus baoruco är en spindelart som beskrevs av Huber 2006. Leptopholcus baoruco ingår i släktet Leptopholcus och familjen dallerspindlar. Inga underarter finns listade i Catalogue of Life.